# Смедеревско Подунавље и Јасеница
Смедеревско Подунавље и Јасеница чине део Шумадије и захватају њен крајњи североисточни део. Највећи део области се налази у Подунавском округу, док се мањи западни део налази у оквиру града Београда. Највећи град области је Смедерево.

## Градови
- Велика Плана
- Смедерево
- Смедеревска Паланка